# بخت هالیوودی
بخت هالیوودی (انگلیسی: Hollywood Luck) یک فیلم کوتاه کمدی به کارگردانی راسکو آرباکل است که در سال ۱۹۳۲ منتشر شد.

## گزیدهٔ بازیگران
- بتی گریبل
- فرن اِمِت
- ریتا فلین
- آدی مک‌فیل